# Porella arboris-vitae
Porella arboris-vitae là một loài rêu tản trong họ Porellaceae. Loài này được (With.) Grolle miêu tả khoa học lần đầu tiên năm 1969.

## Hình ảnh

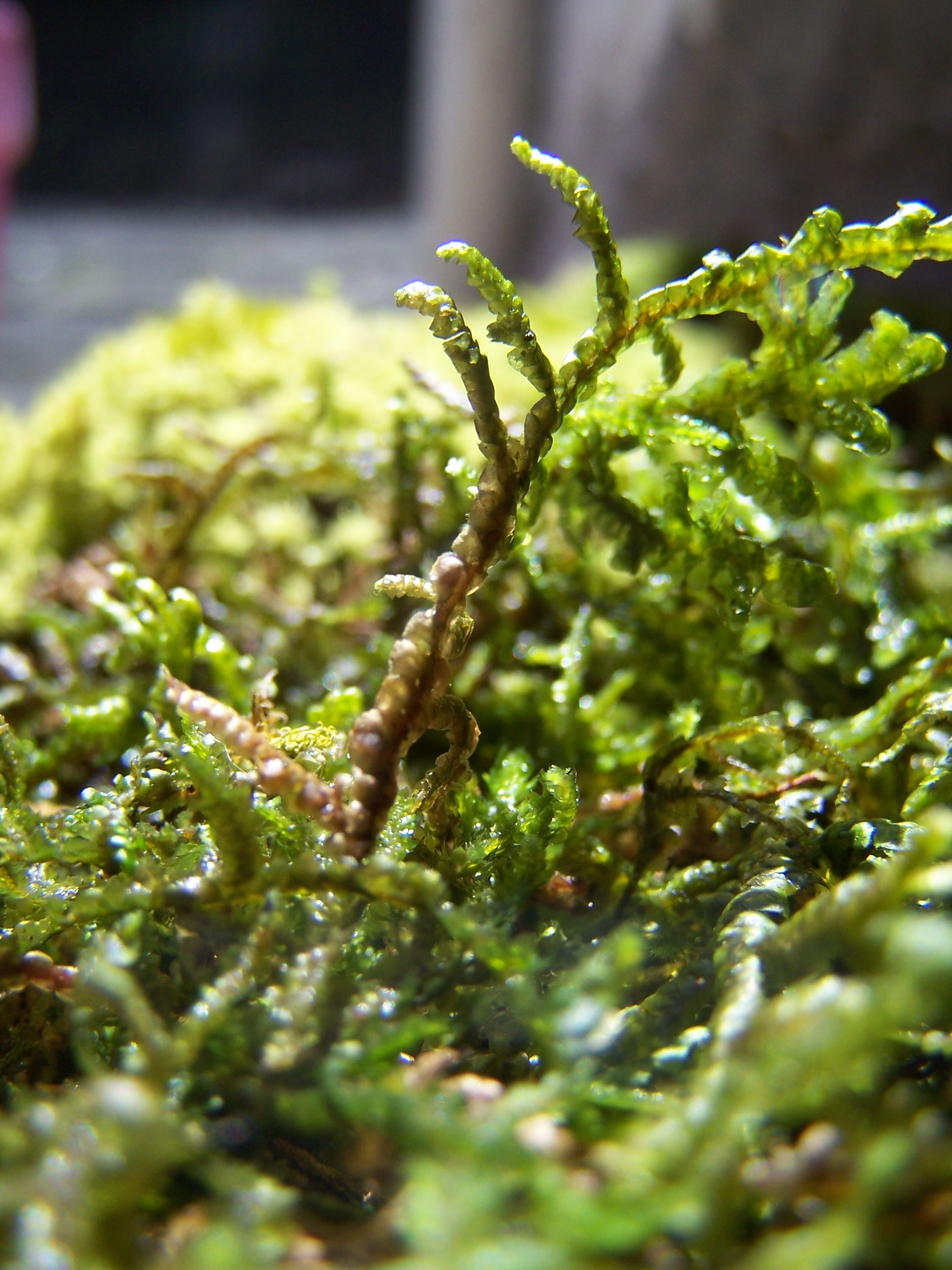